# Discografia di Pete Namlook

## Album in studio

### Solisti
| Titolo                                        | Data di pubblicazione |
| --------------------------------------------- | --------------------- |
| Air                                           | 22 marzo 1993         |
| Namlook                                       | 7 luglio 1993         |
| Namlook II                                    | 24 novembre 1993      |
| Seasons Greetings - Winter                    | 4 gennaio 1994        |
| Air II                                        | 13 gennaio 1994       |
| Namlook III                                   | 7 aprile 1994         |
| Namlook IV                                    | 21 aprile 1994        |
| Namlook V                                     | 16 giugno 1994        |
| Namlook VI                                    | 18 agosto 1994        |
| Music For Ballet                              | 22 settembre 1994     |
| Seasons Greetings - Autumn                    | 10 ottobre 1994       |
| Namlook VII                                   | 3 novembre 1994       |
| Namlook VIII                                  | 14 novembre 1994      |
| Syn                                           | 24 novembre 1994      |
| Namlook IX                                    | 8 dicembre 1994       |
| Namlook X                                     | 1º aprile 1995        |
| Seasons Greetings - Spring                    | 26 maggio 1995        |
| Seasons Greetings - Summer                    | 28 giugno 1995        |
| Atom                                          | 1º gennaio 1996       |
| Namlook XI                                    | 22 aprile 1996        |
| Air III                                       | 17 giugno 1996        |
| Electronic Music Center                       | 30 settembre 1996     |
| Namlook XII                                   | 13 ottobre 1997       |
| Silence III                                   | 19 gennaio 1998       |
| Namlook XIII - License To Chill               | 2 marzo 1998          |
| Air IV                                        | 8 febbraio 1999       |
| Namlook XIV - Solarized                       | 8 marzo 1999          |
| Namlook XV - Free Your Mind                   | 8 novembre 1999       |
| Silence IV                                    | 13 dicembre 1999      |
| Namlook XVI - New Organic Life                | 12 febbraio 2001      |
| Silence V                                     | 30 aprile 2001        |
| Namlook XVII - New Organic Life II            | 10 settembre 2001     |
| Syn II                                        | 15 aprile 2002        |
| Namlook XVIII - New Organic Life III          | 28 ottobre 2002       |
| Namlook XIX - Music For Urban Meditation      | 30 gennaio 2004       |
| Air V - Jeux Dangereux                        | 25 novembre 2006      |
| Namlook XX - Music For Urban Meditation II    | 16 aprile 2007        |
| Namlook XXI: Subconscious Worlds              | 15 febbraio 2008      |
| Namlook XXII - Music For Urban Meditation III | 30 marzo 2009         |
| Namlook XXIII - Pearl                         | 9 novembre 2009       |
| Music For Babies                              | 25 novembre 2009      |
| Namlook XXIII - Pearl II                      | 1º marzo 2010         |
| Namlook XXIV - Pearl III                      | 1º aprile 2010        |
| Namlook XXV - Permutations                    | 20 settembre 2010     |
| Namlook XXVI - Pearl IV                       | 1º marzo 2011         |
| Namlook XXVII - Music For Urban Meditation IV | 2 aprile 2012         |

### Collaborazioni
| Titolo                                          | Collaboratore/i             | Data di pubblicazione |
| ----------------------------------------------- | --------------------------- | --------------------- |
| Romantic Warrior                                | Romantic Warrior            | 1985                  |
| Himalaya                                        | Romantic Warrior            | 1986                  |
| Planet                                          | Romantic Warrior            | 1988                  |
| Silence                                         | Dr. Atmo                    | 7 dicembre 1992       |
| Dreamfish                                       | Mixmaster Morris            | 12 maggio 1993        |
| Silence II                                      | Dr. Atmo                    | 26 maggio 1993        |
| Sequential                                      | DJ Criss                    | 9 giugno 1993         |
| The Putney                                      | Ludwig Rehberg              | 23 giugno 1993        |
| 4Voice                                          | Maik Maurice                | 7 luglio 1993         |
| Hearts Of Space                                 | Pascal Dardoufas            | 1º settembre 1993     |
| 2350 Broadway                                   | Tetsu Inoue                 | 8 settembre 1993      |
| The Fires Of Ork                                | Geir Jenssen                | 15 settembre 1993     |
| Alien Community                                 | Jonah Sharp                 | 22 settembre 1993     |
| Hemisphere                                      | Steve Stoll                 | 13 ottobre 1993       |
| Limelight                                       | Andre Fischer               | 20 ottobre 1993       |
| Deltraxx                                        | DJ Criss                    | 10 novembre 1993      |
| Shades Of Orion                                 | Tetsu Inoue                 | 24 novembre 1993      |
| Passion                                         | Jürgen Rehberg              | 20 dicembre 1993      |
| A New Consciousness                             | Charles Uzzell-Edwards      | 10 febbraio 1994      |
| From Within                                     | Richie Hawtin               | 12 febbraio 1994      |
| Escape                                          | Dr. Atmo                    | 10 marzo 1994         |
| Psychonavigation                                | Bill Laswell                | 14 aprile 1994        |
| Wandering Soul                                  | Alban Gerhardt              | 5 maggio 1994         |
| Alien Community 2                               | Jonah Sharp                 | 19 maggio 1994        |
| Create                                          | Charles Uzzell-Edwards      | 2 giugno 1994         |
| 2350 Broadway 2                                 | Tetsu Inoue                 | 10 giugno 1994        |
| Outland                                         | Bill Laswell                | 17 novembre 1994      |
| Wechselspannung                                 | Jonah Sharp                 | 30 settembre 1994     |
| The Dark Side of the Moog                       | Klaus Schulze               | 6 ottobre 1994        |
| A New Consciousness 2                           | Charles Uzzell-Edwards      | 13 gennaio 1995       |
| The Putney II                                   | Ludwig Rehberg              | 24 febbraio 1995      |
| Shades Of Orion 2                               | Tetsu Inoue                 | 5 marzo 1995          |
| The Dark Side Of The Moog II                    | Klaus Schulze               | 14 aprile 1995        |
| 62 Eulengasse                                   | Tetsu Inoue                 | 5 maggio 1995         |
| Koolfang - Jambient                             | David Moufang               | 26 maggio 1995        |
| Kooler                                          | Bobby Bird                  | 10 giugno 1995        |
| The Sunken Road                                 | Jürgen Rehberg, Lucia Mense | 3 luglio 1995         |
| Jet Chamber                                     | Atom Heart                  | 26 maggio 1995        |
| The Dark Side Of The Moog III                   | Klaus Schulze               | 28 agosto 1995        |
| From Within 2                                   | Richie Hawtin               | 25 settembre 1995     |
| Dreamfish 2                                     | Mixmaster Morris            | 23 ottobre 1995       |
| Psychonavigation 2                              | Bill Laswell                | 20 novembre 1995      |
| Wechselspannung 2                               | Jonah Sharp                 | 4 dicembre 1995       |
| Koolfang II - Gig In The Sky                    | David Moufang               | 18 dicembre 1995      |
| 2350 Broadway 3                                 | Tetsu Inoue                 | 29 gennaio 1996       |
| The Dark Side Of The Moog IV                    | Klaus Schulze, Bill Laswell | 12 febbraio 1996      |
| Create 2                                        | Charles Uzzell-Edwards      | 26 febbraio 1996      |
| Elektro                                         | Robert Görl                 | 11 marzo 1996         |
| Sultan                                          | Burhan Öçal                 | 25 marzo 1996         |
| Outland 2                                       | Bill Laswell                | 8 aprile 1996         |
| Jet Chamber II                                  | Atom Heart                  | 6 maggio 1996         |
| Shades Of Orion 3                               | Tetsu Inoue                 | 20 maggio 1996        |
| Amp                                             | Dandy Jack                  | 1º luglio 1996        |
| Ozoona                                          | Robert Gordon               | 15 luglio 1996        |
| Exploring The Psychedelic Landscape             | Move D                      | 14 ottobre 1996       |
| Time²                                           | Tetsu Inoue                 | 4 novembre 1996       |
| The Dark Side Of The Moog V                     | Klaus Schulze, Bill Laswell | 9 dicembre 1996       |
| Polyester                                       | Lisa Carbon Trio            | dicembre 1996         |
| Jet Chamber III                                 | Atom Heart                  | 6 gennaio 1997        |
| Elektro II                                      | Robert Görl                 | 13 gennaio 1997       |
| Psychonavigation 3                              | Bill Laswell                | 17 febbraio 1997      |
| Move D/Namlook II - A Day In The Live!          | David Moufang               | 24 marzo 1997         |
| Amp II                                          | Dandy Jack                  | 14 aprile 1997        |
| Pete Namlook & Hubertus Held                    | Hubertus Held               | 5 maggio 1997         |
| HIA/Namlook - S.H.A.D.O                         | Bobby Bird                  | 9 giugno 1997         |
| The Dark Side Of The Moog VI                    | Klaus Schulze, Bill Laswell | 29 settembre 1997     |
| From Within 3                                   | Richie Hawtin               | 20 ottobre 1997       |
| Jet Chamber IV                                  | Atom Heart                  | 16 febbraio 1998      |
| Miles Apart                                     | Peter Prochir               | 16 marzo 1998         |
| Outland 3                                       | Bill Laswell                | 20 aprile 1998        |
| Silent Music                                    | Dandy Jack                  | 4 maggio 1998         |
| Polytime                                        | Karl Berger                 | 1º giugno 1998        |
| Planetarium                                     | New Composers               | 15 giugno 1998        |
| Virtual Vices                                   | Wolfram Spyra               | 12 ottobre 1998       |
| Sultan Osman                                    | Burhan Öçal                 | 26 ottobre 1998       |
| 4Voice II                                       | Maik Maurice                | 9 novembre 1998       |
| The Dark Side Of The Moog VII                   | Klaus Schulze, Bill Laswell | 23 novembre 1998      |
| Psychonavigation 4                              | Bill Laswell                | 5 aprile 1999         |
| HIA/Namlook - S.H.A.D.O 2                       | Bobby Bird                  | 3 maggio 1999         |
| Move D/Namlook III - The Retro Rocket           | David Moufang               | 31 maggio 1999        |
| The Dark Side Of The Moog VIII                  | Klaus Schulze               | 31 maggio 1999        |
| Planetarium 2                                   | Lakoff, Igr Ver             | 22 novembre 1999      |
| Outland 4                                       | Bill Laswell                | 7 febbraio 2000       |
| Jet Chamber V                                   | Atom Heart                  | 10 aprile 2000        |
| Possible Gardens                                | Peter Prochir               | 8 maggio 2000         |
| Move D/Namlook IV - The Audiolounge             | David Moufang               | 5 giugno 2000         |
| Adlernebel                                      | DJ Dag                      | 3 luglio 2000         |
| Virtual Vices II                                | Wolfram Spyra               | 11 settembre 2000     |
| 4Voice III                                      | Maik Maurice                | 23 ottobre 2000       |
| The Fires Of Ork 2                              | Geir Jenssen                | 13 novembre 2000      |
| Move D/Namlook V - Wired                        | David Moufang               | 21 maggio 2001        |
| Virtual Vices III                               | Wolfram Spyra               | 26 novembre 2001      |
| Psychonavigation 5                              | Bill Laswell                | 18 marzo 2002         |
| The Dark Side Of The Moog IX                    | Klaus Schulze               | 10 maggio 2002        |
| Move D/Namlook VII - Home Shopping              | David Moufang               | 22 luglio 2002        |
| Virtual Vices IV                                | Wolfram Spyra               | 14 ottobre 2002       |
| pp • nmlk                                       | Jochem Paap                 | 15 marzo 2004         |
| Sultan Orhan                                    | Burhan Öçal                 | 26 ottobre 2004       |
| The Dark Side Of The Moog X                     | Klaus Schulze               | 21 marzo 2005         |
| Koolfang III - Be Aware                         | David Moufang               | 21 marzo 2005         |
| Russian Spring                                  | New Composers               | 16 maggio 2005        |
| Move D/Namlook VIII - The Art Of Love           | David Moufang               | 30 maggio 2005        |
| Move D/Namlook IX - Wagons-Lits                 | David Moufang               | 15 settembre 2005     |
| Re:sonate                                       | Gaudi                       | 26 gennaio 2006       |
| Move D/Namlook X - Let The Circle Not Be Broken | David Moufang               | 17 febbraio 2006      |
| Virtual Vices V                                 | Wolfram Spyra               | 15 maggio 2006        |
| Move D/Namlook XI - Sons Of Kraut               | David Moufang               | 21 giugno 2006        |
| Move D/Namlook XII - Space & Time               | David Moufang               | 21 settembre 2006     |
| 2350 Broadway 4                                 | Tetsu Inoue                 | 15 gennaio 2007       |
| Outland 5                                       | Bill Laswell                | 21 marzo 2007         |
| Move D/Namlook XIII - Raumland Exploration      | David Moufang               | 15 settembre 2007     |
| Move D/Namlook XIV - Raumland Montage           | David Moufang               | 15 ottobre 2007       |
| Move D/Namlook XV - Raumland Sphäre             | David Moufang               | 15 novembre 2007      |
| The Dark Side Of The Moog XI                    | Klaus Schulze               | 15 aprile 2008        |
| Move D/Namlook XVI - Travelling The Silk Route  | David Moufang               | 15 maggio 2008        |
| Move D/Namlook XVII - There!                    | David Moufang               | 15 settembre 2008     |
| Virtual Vices VI                                | Wolfram Spyra               | 15 ottobre 2008       |
| Move D/Namlook XVIII - Sexoid                   | David Moufang               | 3 novembre 2008       |
| Namlook • Le Mar                                | Gabriel Le Mar              | 2 febbraio 2009       |
| Move D/Namlook XIX - Dawning Of A New Decade    | David Moufang               | 4 maggio 2009         |
| Move D/Namlook XX - Taygete                     | David Moufang               | 12 ottobre 2009       |
| Move D/Namlook XXI - Stranger I                 | David Moufang               | 3 maggio 2010         |
| Move D/Namlook XXII - Stranger II               | David Moufang               | 31 maggio 2010        |
| Move D/Namlook XXIII - Stranger III             | David Moufang               | 18 ottobre 2010       |
| Labyrinth                                       | Lorenzo Montanà             | 8 novembre 2010       |
| Labyrinth 2                                     | Lorenzo Montanà             | 31 gennaio 2011       |
| Labyrinth 3                                     | Lorenzo Montanà             | 4 aprile 2011         |
| Elektronik                                      | Material Object             | 17 ottobre 2011       |
| Labyrinth 4                                     | Lorenzo Montanà             | 14 novembre 2011      |
| Elektronik II                                   | Material Object             | 14 maggio 2012        |
| Labyrinth 5                                     | Lorenzo Montanà             | 24 settembre 2012     |

## Live
| Alias                                         | Collaboratore/i | Data di pubblicazione |
| --------------------------------------------- | --------------- | --------------------- |
| Move D / Namlook VI - Live In Heidelberg 2001 | David Moufang   | 19 novembre 2001      |

## Singoli ed EP (vinili da dodici pollici)
| Titolo                                           | Collaboratore/i              | Anno di pubblicazione |
| ------------------------------------------------ | ---------------------------- | --------------------- |
| True Colors                                      | Pascal F.E.O.S.              | 11 agosto 1992        |
| Limelight                                        | DJ Brainwave                 | 26 ottobre 1992       |
| Deltraxx                                         | DJ Criss                     | 26 ottobre 1992       |
| Subsequence                                      | Atom Heart                   | 2 novembre 1992       |
| SynSyl                                           | DJ Sylvie                    | 2 novembre 1992       |
| Hearts Of Space                                  | Pascal F.E.O.S.              | 2 novembre 1992       |
| Escape                                           | Dr. Atmo                     | 16 novembre 1992      |
| 4Voice                                           | Maik Maurice                 | 16 novembre 1992      |
| Deltraxx 2                                       | DJ Criss                     | 23 novembre 1992      |
| Sextant                                          | DJ Hubee                     | 7 dicembre 1992       |
| Subsequence 2                                    | Atom Heart                   | 21 dicembre 1992      |
| Sequential 2                                     | DJ Criss                     | 21 dicembre 1992      |
| 4Voice 2                                         | Maik Maurice                 | 21 dicembre 1992      |
| Hearts Of Space 2                                | Pascal F.E.O.S.              | 21 dicembre 1992      |
| Lunatic Chill                                    | DJ Criss                     | 1992                  |
| Millennium - Vektor                              | Atom Heart                   | 1992                  |
| Sequential                                       | DJ Criss                     | 1992                  |
| Prophet                                          |                              | 1992                  |
| Baretta - Magnum                                 | DJ Criss                     | 1992                  |
| Opto Freestyle Swing                             | Lisa Carbon Trio             | 1992                  |
| Pulsation                                        | Maik Maurice                 | 1992                  |
| Airflash                                         | Pascal F.E.O.S.              | 1992                  |
| Why Don't You Love Me                            | Pascal F.E.O.S.              | 1992                  |
| Escape 2                                         | Dr. Atmo                     | 4 gennaio 1993        |
| SynSyl 2                                         | DJ Sylvie                    | 4 gennaio 1993        |
| Deltraxx 3                                       | DJ Criss                     | 11 gennaio 1993       |
| Sextant 2                                        | DJ Hubee                     | 18 gennaio 1993       |
| Synthadelic 3                                    | Atom Heart                   | 25 gennaio 1993       |
| Limelight 3                                      | DJ Brainwave                 | 25 gennaio 1993       |
| Hearts Of Space 3                                | Pascal F.E.O.S.              | 25 gennaio 1993       |
| Crypt Corp. 3                                    | Redrum                       | 25 gennaio 1993       |
| Harmonize 3                                      | Al. A. Perry                 | 1º febbraio 1993      |
| Olympic 3                                        | Stella Leu                   | 1º febbraio 1993      |
| Sequential 3                                     | DJ Criss                     | 8 febbraio 1993       |
| Minimalistic Source 3                            | Pascal F.E.O.S.              | 8 febbraio 1993       |
| Stanley Conaway 3                                | DJ Hubee                     | 15 febbraio 1993      |
| 4Voice 3                                         |                              | 15 febbraio 1993      |
| Subsequence 3                                    | Atom Heart                   | 22 febbraio 1993      |
| Oversize Pussy 3                                 | DJ Pussy Lover               | 22 febbraio 1993      |
| Syn 3                                            |                              | 1º marzo 1993         |
| Escape 3                                         | Dr. Atmo                     | 1º marzo 1993         |
| Deltraxx 4                                       | DJ Criss                     | 8 marzo 1993          |
| Sextant 3                                        | DJ Hubee                     | 8 marzo 1993          |
| Limelight 4                                      | DJ Brainwave                 | 15 marzo 1993         |
| Air 4                                            |                              | 22 marzo 1993         |
| Crypt Corp. 4                                    | Redrum                       | 22 marzo 1993         |
| Hearts Of Space 4                                | Pascal F.E.O.S.              | 29 marzo 1993         |
| Minimalistic Source 4                            | Pascal F.E.O.S.              | 5 aprile 1993         |
| Harmonize 4                                      | Al. A. Perry                 | 5 aprile 1993         |
| Sequential 4                                     | DJ Criss                     | 12 aprile 1993        |
| Stanley Conaway 4                                | DJ Hubee                     | 12 aprile 1993        |
| Synthadelic 4                                    | Atom Heart                   | 19 aprile 1993        |
| Oversize Pussy 4                                 | DJ Pussy Lover               | 19 aprile 1993        |
| 4Voice 4                                         |                              | 26 aprile 1993        |
| Escape 4                                         | Dr. Atmo                     | 26 aprile 1993        |
| Subsequence 4                                    | Atom Heart                   | 3 maggio 1993         |
| Sextant 4                                        | DJ Hubee                     | 10 maggio 1993        |
| Dreamfish                                        | Mixmaster Morris             | 10 maggio 1993        |
| Syn 4                                            |                              | 17 maggio 1993        |
| Silence 4                                        | Dr. Atmo                     | 24 maggio 1993        |
| Olympic 4                                        | Stella Leu                   | 31 maggio 1993        |
| Deltraxx 5                                       | DJ Criss                     | 7 giugno 1993         |
| Crypt Corp. 5                                    | Redrum                       | 7 giugno 1993         |
| Sequential 5                                     | DJ Criss                     | 14 giugno 1993        |
| Limelight 5                                      | DJ Brainwave                 | 21 giugno 1993        |
| The Putney 5                                     | Ludwig Rehberg               | 21 giugno 1993        |
| 4Voice 5                                         |                              | 5 luglio 1993         |
| Hearts Of Space 5                                | Pascal F.E.O.S.              | 16 agosto 1993        |
| Eq Tips Between The Mixes                        | Alex Azary                   | 22 novembre 1993      |
| 1st Launch                                       | Merger                       | novembre 1993         |
| Everything Is Under Control                      | DJ Criss                     | 1993                  |
| Sequential 3                                     | DJ Criss                     | 1993                  |
| Limelight - Momentum                             | DJ Brainwave                 | 1993                  |
| Join Us On Our Way To The Final Frontier         | Maik Maurice                 | 1993                  |
| Eternal Spirit                                   | Maik Maurice                 | 1993                  |
| Catching The Scent Of Mystery / Music Hypnotizes | Maik Maurice                 | 1993                  |
| With A Medium Into Trance                        | Pascal F.E.O.S.              | 1993                  |
| Edible Pumas                                     | Pascal F.E.O.S.              | 1993                  |
| Syn 5                                            |                              | 10 ottobre 1994       |
| The Fires Of Ork                                 | Geir Jenssen                 | 1994                  |
| From Within I                                    | Richie Hawtin                | 1994                  |
| 220 v                                            | Jonah Sharp                  | febbraio 1995         |
| The Dark Side Of The Moog III                    | Klaus Schulze                | 5 giugno 1995         |
| Vinyl Compilation                                | Richie Hawtin, Klaus Schulze | 4 dicembre 1995       |
| Elektro                                          | Robert Görl                  | 11 marzo 1996         |
| Atom                                             |                              | 18 marzo 1996         |
| The Dark Side Of The Moog IV                     | Klaus Schulze, Bill Laswell  | 1º aprile 1996        |
| 4Voice 6                                         |                              | 29 aprile 1996        |
| Amp                                              | Dandy Jack                   | 1º luglio 1996        |
| Ozoona                                           | Rob Gordon                   | 15 luglio 1996        |
| Electronic Music Center                          |                              | 14 ottobre 1996       |
| Exploring The Psychedelic Landscape              | David Moufang                | 18 novembre 1996      |
| Cycloid                                          | Corrado Izzo                 | 16 dicembre 1996      |
| Move D / Namlook - A Day In The Live!            | David Moufang                | 24 marzo 1997         |
| Amp II                                           | Dandy Jack                   | 5 maggio 1997         |
| Pete Namlook / Hubertus Held                     | Hubertus Held                | 12 maggio 1997        |
| HIA/Namlook - S.H.A.D.O EP                       | Bobby Bird                   | 16 giugno 1997        |
| Music Hypnotizes 2000                            | Maik Maurice                 | 1999                  |
| The Space Driver                                 | Marc Romboy                  | 1999                  |
| Subharmonic Atoms                                |                              | 5 maggio 2008         |

## Antologie
| Titolo                                       | Data di pubblicazione |
| -------------------------------------------- | --------------------- |
| Fax Compilation 1 (Rare Vinyl Mixes)         | 18 gennaio 1993       |
| Compilation 1                                | 25 gennaio 1993       |
| Ambient Compilation 2                        | 15 febbraio 1993      |
| Fax Compilation 2 (Rare Vinyl Mixes)         | 14 marzo 1993         |
| Compilation 2                                | 15 marzo 1993         |
| Ambient Compilation 3                        | 3 maggio 1993         |
| Compilation 3                                | 24 maggio 1993        |
| Fax Compilation 3 (Rare Vinyl Mixes)         | 30 maggio 1993        |
| Ambient Compilation 4                        | 30 agosto 1993        |
| Fax Compilation 4 (Rare Vinyl Mixes)         | 26 settembre 1993     |
| Compilation 4                                | 29 settembre 1993     |
| Fax Compilation 5 (Rare Vinyl Mixes)         | 4 ottobre 1993        |
| Compilation 5                                | 18 aprile 2006        |
| 1-Year Ambient                               | 22 novembre 1993      |
| 1-Year Dance                                 | 22 novembre 1993      |
| The Definitive Ambient Collection            | 29 ottobre 1993       |
| Replugged                                    | 27 gennaio 1994       |
| The Definitive Ambient Collection - Volume 2 | 28 febbraio 1994      |
| Namlook VIII + IX                            | 8 dicembre 1994       |
| Air I + II                                   | 1994                  |
| Alien Community I + II                       | 1994                  |
| Silence I + II                               | 1994                  |
| Genetic Drift                                | 29 luglio 1996        |
| Season's Greetings - The Four Seasons        | 2 settembre 1996      |
| pre FAX - 5th Year Edition                   | 10 novembre 1997      |
| A View To A Chill                            | 26 febbraio 2001      |
| The Evolution Of The Dark Side Of The Moog   | 15 aprile 2002        |
| 10 Years of Silence                          | 12 febbraio 2003      |
| The 2350 Broadway Collection                 | 12 marzo 2003         |
| The Psychonavigation Collection              | 26 marzo 2003         |
| The Move D / Namlook Collection              | 16 aprile 2003        |
| The Jet Chamber Collection                   | 14 maggio 2003        |
| The Namlook Collection I                     | 15 settembre 2003     |
| The Four Seasons Collection                  | 23 ottobre 2006       |
| The Air Collection                           | 21 marzo 2007         |
| The Namlook Collection II                    | 16 giugno 2008        |
| The Evolution Of Move D/Namlook              | 9 novembre 2009       |
| Escape: The Futurescape                      | 2 maggio 2011         |
| The Ambient Gardener - Spring                | 30 gennaio 2012       |
| The Ambient Gardener - Summer                | 5 marzo 2012          |
| The Ambient Gardener - Autumn                | 2 aprile 2012         |
| The Ambient Gardener - Winter                | 14 maggio 2012        |

## Altro
| Titolo  | Collaboratore/i | Data di pubblicazione |
| ------- | --------------- | --------------------- |
| Nilüfer | Burhan Öçal     | 20 gennaio 2005       |